# Дослуга
Дослуга (пол. Dosługa) — польский дворянский герб.

## Описание
В щите напол-пересеченном, в верхнем голубом поле два серебряные якоря крестообразно; а в нижнем, красном, белый конь с золотыми копытами и чёрною подпругою, вправо.
В навершии шлема три страусовые пера. Намёт голубой с серебряным подбоем. Герб Дослуга Маевского внесён в Часть 1 Гербовника дворянских родов Царства Польского, стр. 218.

## Герб используют
Вышеозначенный герб вместе с потомственным дворянством ВСЕМИЛОСТИВЕЙШЕ пожалован Начальнику Водяного Отделения в Варшавской Складочной Таможне, Осипу Каетанову сыну Маевскому, на основании статьи 2 пункта 3 Положения о дворянстве 1836 года, Грамотою ГОСУДАРЯ ИМПЕРАТОРА И ЦАРЯ НИКОЛАЯ I, 12 (24) Мая 1842 года.